# تشو لين (تنس)
تشو لين (بالصينية: 朱琳) مواليد 28 يناير 1994 في الصين، هي لاعبة كرة مضرب صينية تلعب باليد اليمنى وتحتل حالياً المرتبة 108 (25 مايو 2015) في تصنيف رابطة محترفات كرة المضرب. بينما كان أعلى تصنيف لها في الزوجي 218.

## روابط خارجية
- تشو لين على موقع رابطة محترفات التنس (الإنجليزية)
- تشو لين على موقع الاتحاد الدولي لكرة المضرب (الإنجليزية)
- تشو لين على موقع كأس بيلي جين كينغ (الإنجليزية)
- تشو لين على موقع بطولة ويمبلدون (الإنجليزية)
- تشو لين على موقع خلاصة التنس.كوم (الإنجليزية)
- تشو لين على موقع إي إس بي إن.كوم (الإنجليزية)
- تشو لين على موقع اللجنة الأولمبية الصينية (الإنجليزية)